# День объединения исламских учебных учреждений и университетов в Иране
День объединения исламских учебных учреждений и университетов в Иране (перс. روز وحدت حوزه و دانشگاه‎) – памятная дата, символизирующая объединение религиозного и светского образования в Иране. Отмечается 18 декабря (28 азара по иранскому календарю).

## История даты
Главным основоположником идеи объединения религиозного и светского обучения считается иранский религиозный деятель и политический активист Мохаммад Мофаттех.
Как инициатор университетско-семинарского движения, он одновременно посещал занятия по философии в университете и семинарию в Куме. Будучи преподавателем в Тегеранском университете, он также продолжал преподавать право и принципы философии в Куме. Его целью было познакомить студентов обычных университетов с исламом, а слушателей семинарии - с академическими дисциплинами.
Вместе с Аятоллой Бехешти и Аятоллой Хаменеи Мохаммад Мофаттех для достижения своей цели создал Исламскую ассоциацию студентов и преподавателей.
18 декабря 1979 года  (28 азара 1357 года по иранскому календарю) Мохамад Мофаттах был убит четырьмя киллерами, членами оппозиционной военной группировки Фуркан, прямо перед входом в здание факультета теологии Тегеранского университета. День его смерти был назван днем объединения семинарий и университетов.

## Значение единства
Духовный лидер Ирана Имам Хаменеи считает, что без объединения двух институтов исламская революция 1979 года была бы неполной.
В ноябре 2016 года информационный сайт Высшего руководителя Ирана Имама Хаменеи опубликовал документ по случаю годовщины памятной даты объединения исламских учебных учреждений и университетов в Иране. Согласно этому документу, объединение двух институтов – это:
- Взаимодействие науки и религии в исламе;
- сближение университетов и религиозных учреждений;
- сближение характера управления, системы, организации и других черт двух институтов;
- когда каждый институт имеет свое место.
Объединение двух институтов не предполагает:
- преобразование всех институтов в религиозные;
- следование правилам и особенностям религиозных учебных учреждений в светских высших учебных учреждениях;
- стопроцентная смена поведения в вузах на тип поведения, присущий религиозным учебным заведениям.
Что должны перенять религиозные учебные заведения от университетов:
- образование различных учебных направлений;
- акцент на действительности;
- широта взглядов;
- использование модернизированных подходов;
- использование новых научных подходов;
- прогнозирование с учётом планирования и программ.
Что должны университеты перенять у религиозных учебных учреждений:
- осознание чувства долга при обучении;
- усердие в работе со стороны преподавателей;
- наличие искренности, жертвенности, духовности и благочестия;
- уважение к традициям;
- использование традиционных научных подходов
- взаимодействие между людьми и организаторами.